# Leve Desespero: O Melhor de 1985-1991
Leve Desespero: O Melhor de 1985-1991 é uma coletânea da banda Capital Inicial, contendo  músicas dos álbuns lançados entre 1985 e 1991. A coletânea comemora os 30 anos do primeiro trabalho da grupo: o EP Descendo o Rio Nilo, lançado em 1985.
Abrangendo cinco álbuns da banda, com quatro músicas de cada disco, foi lançando um single duplo promocional contendo duas faixas: "Olhos Abertos", originalmente lançada no álbum Todos os Lados, de 1989, e "Cai a Noite", lançada no álbum Eletricidade, em 1991.

## Faixas
| N.º | Título                                                           | Compositor(es)                                                                        | Duração |  |
| 1.  | "Música Urbana" (do álbum "Capital Inicial", 1986)               | Fê Lemos, Flávio Lemos, André Pretorius, Renato Russo                                 | 3:31    |  |
| 2.  | "Autoridades" (do álbum "Independência", 1987)                   | Dinho Ouro Preto, Loro Jones, Bozzo Barretti, Flávio Lemos, Fê Lemos                  | 3:51    |  |
| 3.  | "Pedra na Mão" (do álbum "Você não Precisa Entender", 1988)      | Bozzo Barretti; Briquet; Dinho Ouro Preto                                             | 4:04    |  |
| 4.  | "Mickey Mouse em Moscou" (do álbum "Todos os Lados", 1989)       | Loro Jones, Bozzo Barretti, Alvin L, Dinho                                            | 3:21    |  |
| 5.  | "O Passageiro" (do álbum "Eletricidade", 1991)                   | Bozzo Barretti, Dinho Ouro Preto                                                      | 4:16    |  |
| 6.  | "Leve Desespero" (do álbum "Capital Inicial", 1986)              | Fê Lemos, Flávio Lemos, Dinho Ouro Preto, Loro Jones                                  | 3:53    |  |
| 7.  | "Independência" (do álbum "Independência", 1987)                 | Dinho Ouro Preto, Loro Jones, Bozzo Barretti, Flávio Lemos, Fê Lemos                  | 3:04    |  |
| 8.  | "À Portas Fechadas" (do álbum "Você não Precisa Entender", 1988) | Bozzo Barretti; Dinho Ouro Preto; Fê Lemos; Flávio Lemos; Loro Jones; Roberto Peixoto | 3:35    |  |
| 9.  | "Olhos Abertos" (do álbum "Todos os Lados", 1989)                | Humberto Gessinger, Flávio Lemos, Bozzo Barretti, Alvin L, Dinho                      | 4:25    |  |
| 10. | "Kamikaze" (do álbum "Eletricidade", 1991)                       | Bozzo Barretti, Dinho Ouro Preto, Fê Lemos, Loro Jones                                | 3:09    |  |
| 11. | "Veraneio Vascaína" (do álbum "Capital Inicial", 1986)           | Renato Russo, Flávio Lemos                                                            | 2:15    |  |
| 12. | "Prova" (do álbum "Independência", 1987)                         | Dinho Ouro Preto, Loro Jones, Bozzo Barretti, Flávio Lemos, Fê Lemos                  | 4:23    |  |
| 13. | "Ficção Científica" (do álbum "Você não Precisa Entender", 1988) | Renato Russo                                                                          | 3:19    |  |
| 14. | "Belos e Malditos" (do álbum "Todos os Lados", 1989)             | Renato Russo, Loro Jones, Bozzo Barretti, Alvin L, Dinho                              | 4:25    |  |
| 15. | "Todas as Noites" (do álbum "Eletricidade", 1991)                | Alvin L, Bozzo Barretti, Dinho Ouro Preto                                             | 4:20    |  |
| 16. | "Fátima" (do álbum "Capital Inicial", 1986)                      | Renato Russo, Flávio Lemos                                                            | 3:49    |  |
| 17. | "Descendo o Rio Nilo" (do álbum "Independência", 1987)           | Dinho Ouro Preto, Loro Jones, Flávio Lemos, Fê Lemos                                  | 3:51    |  |
| 18. | "Fogo" (do álbum "Você não Precisa Entender", 1988)              | Bozzo Barretti; Dinho Ouro Preto                                                      | 4:39    |  |
| 19. | "Todos os Lados" (do álbum "Todos os Lados", 1989)               | Marcelo Sussekind, Bozzo Barretti, Alvin L, Dinho                                     | 3:57    |  |
| 20. | "Cai a Noite" (do álbum "Eletricidade", 1991)                    | Loro Jones, Mark Rossi                                                                | 3:30    |  |

### Integrantes
- Dinho Ouro Preto: vocal,guitarra
- Loro Jones: guitarra
- Flávio Lemos: baixo elétrico
- Fê Lemos: bateria
- Bozo Barretti: teclados